# Аси
Аси (фр. Acy) насеље је и општина у североисточној Француској у региону Пикардија, у департману Ен (Пикардија) која припада префектури Соасон.
По подацима из 2011. године у општини је живело 989 становника, а густина насељености је износила 84,75 становника/km². Општина се простире на површини од 11,67 km². Налази се на средњој надморској висини од 160 метара (максималној 165 m, а минималној 42 m).

## Демографија
| 1962. | 1968. | 1975. | 1982. | 1990. | 1999. | 2011. |
| ----- | ----- | ----- | ----- | ----- | ----- | ----- |
| 886   | 924   | 922   | 992   | 985   | 951   | 989   |

График промене броја становника у току последњих година